# Ангриварии
Ангриварии (лат. Angrivarii) — древнегерманское племя, жившее на территории современной Саксонии к северу от племени херусков (огражденных от них по инициативе ангривариев земляным валом) по обоим берегам реки Везера и в Тевтобургском Лесу, между бруктерами с юго-запада и фозами с юго-востока. Позднее ангриварии были известны как ангры или енгры.
Это племя было известно ещё во времена ранней Римской империи, первое упоминание о нём было найдено у древнегреческого учёного Клавдия Птолемея, который на древнегреческом языке назвал его «Ἀνγριουάρροι».
В основном отношения ангров с древними римлянами были партнёрскими и союзническими, однако когда Германик Юлий Цезарь Клавдиан вёл войну против восставших херусков, ангриварии также подняли бунт, который, однако, был вскоре подавлен.
Со временем ангриварии стали распространяться на юго-запад. Согласно древнеримскому историку Публию Корнелию Тациту, ангриварии заняли территорию германского племени бруктеров.